# Јустус Дејлдер
Јустус Антон Жил Дејлдер (hol. Jules Deelder; Ротердам, 24. новембра 1944 — Ротердам, 19. децембар 2019) био је холандски песник, писац, музичар и извођач. Његове песме покривају теме попут живота у Ротердаму, употребе дроге и џеза. У Холандији је познат по уметничким наступима и честим појављивањима у популарним холандским медијима. Приликом снимања и извођења своје поезије Дејлдер је сарађивао са музичарима и бендовима као што су Херман Брод, Бењамин Херман и Бас ван Лир. Његова истакнута улога у културном животу Ротердама обезбедила му је надимак "ноћни градоначелник Ротердама".
Дејлдер је ожењен холандском сценографкињом Анамаријом Фок. Године 1985. рођена је њихова ћерка Ари. Њој је посветио песму "За Ари". Шеснаест стихова ове песме је написано 2002. године на зиду тунела Бенелукс. Узевши у обзир да је овај зид дуг 900 метара, ова песма се сматра најдужом песмом на свету.

## Живот и каријера
Дејлдер је рођен 24. новембра 1944. године у округу Оверсхи у Ротердаму. Након похађања више грађанске школе Жил је стекао звање дипломираног професора холандског језика. У једанаестој години написао је своју прву песму под називом "Чуј, бацају атомску бомбу". Године 1962. дебитовао је песмом „Улица“ (Straat) у холандском књижевном часопису "Општи магазин" (NRC Handelsblad).
Жила Дејлдера је открио писац и песник Симон Винкеног, који га је позвао на такмичење у поезији, које се одиграло у амстердамском позоришту Карé 1966. године. Три године касније, његова дебитантска збирка „Глорија Саторија“ (Gloria Satoria ) (1969) је пуштена у промет. Након ове, уследиле су и многе друге збирке поезије попут „Дан и ноћ“ (Dag en nacht) из 1970. године и збирке „Бу!“ (Вое!), објављене две године касније. У том периоду је Дејлдер такође почео са писањем кратких прича, а већ 1976. године је објављена његова прва збирка прозе – „Проза“ (Proza).
Врхунац његовог прозног стваралаштва је биографија „Холандска ветрењача“ (The Dutch Windmill) из 1980. године, у којој је представио турбулентан живот ротердамског боксера Бепа ван Клаверена.
Поетика Дејлдера је такође прилично поједностављена: писац не сме да опонаша интелектуалце, већ да ствара лако читљива и приступачна дела. "Гледати исту ствар, али на начин на који је нико пре није гледао", сматра Дејлдер.

### Позориште
Дејлдер себе посматра као глумца, аутора који мора бити читан, чијим се извођењима мора присуствовати и чија књижевност мора бити читана и далекосежна. Управо због тога је свој рад презентовао у малим позориштима и омладинским клубовима, који је у мањој или већој мери био успешан. Од средине осамдесетих година па надаље је изводио своје театралне програме у већим позориштима. Џез бенд „Trio me Reet“ је често свирао на Дејлдеровим наступима. Бенд су чинили гитариста Крис Кунен, басиста Ад ван Пејлер и саксофонисти Борис ван дер Лек и Гер „Сакс“ ван Форден. Као пети члан бенда им се придружио сам Жил Дејлдер, који је свирао бубњеве.

### Стил и теме
Дејлдеров нагласак и дикција се везују за типичан ротердамски дијалект, а то се односи и на његов вокабулар. Он најчешће користи кратке реченице, украшене енглеским терминима и речима из света поп музике.
Жил се придружује „бит“ (beat) генерацији страних песника као што су Ален Хинсберг и Џек Кераук. Поред тема као што су Ротердам, јаке дроге, популарна музика, велики део његовог опуса испуњавају песме са тематиком Другог светског рата, Трећег рајха, смрти и пролазности. У његовим делима је у великој мери присутан апсурд и бесмисао.

### Џез
Дејлдер је познат и по својој љубави према музици. Страсвен је колекционар џез музике, али само у облику аналогних грамофонских плоча, јер би техника компресије дигиталног снимања угрозила квалитет. Он је издао четири компактна диска са најбољим снимцима из сопствене колекције: „Дејлдер се окреће“ (2002), „Дејлдер наставља да се окреће“ (2003), „Дејлдер не престаје“ (2004) и „Дејлдеритам“ (2006).
Дана 1. фебруара 2007. године, Дејлдер је добио своју емисију на холандској радио станици Arrow Jazz FM, на којој му је дозвољено да пушта сопствене песме.

### Награде
Године 1988. Дејлдер је добио награду Ана Бламан за читав свој опус. Једанаест година затим, 1999. године,  додељена му је награда Џони ван Дорн за познате уметнике. Године 2005. Дејлдер је добио награду Едисон за свој компакт диск „Дејлдер“. Исте године награђен је Толенсовом наградом за "велику стилистичку снагу духовног опуса и пионирску радњу за савремену позоришну сценску презентацију поезије", према извештају жирија. Град Ротердам му је 2004. доделио медаљу Волферт ван Борселен, која се додељује почасним грађанима.
Библиографија

### Поезија
- Дан и ноћ (1970)
- Бу! (1972)
- Само за ручку (1972
- Црни ловац (1973)
- Савремене песме (1979)
- Sturm und Drang (1980)
- Junkers 88 (1983)
- Портрет Оливије де Хавиланд (1985)
- Interbellum (1987)
- Телесне и остале песме (1991)
- Ренесанса: песме '44-'94 (1994)
- Трансевропа (1995)
- Судбина једнорога(1997)
- Библијско (1999)
- Н.В. Верга (2001)
- Заиста не (2003)
- Без будала (2004)
- Све песме(2004)
- У међувремену ( 2008)
- Totaal Loss (2011)
- Rotown Magic (2012)
- Декартов гроб (2013)
- Ротердамска обала (2017)